# Яворская, Лидия Борисовна
Ли́дия Бори́совна Яво́рская (при рождении фон Гюббенет, в замужестве — княгиня Барятинская и леди Поллок; 22 июля (3 августа) 1871 — 3 сентября 1921) — русская актриса, одна из крупнейших звёзд русского театра рубежа XIX и XX веков. Её прославили «элегантность и экстравагантность облика, тяга к экзотике и мелодраматизму, жажда пленять, смесь изысканности с банальностью в сочетании с редким трудолюбием».

## Биография
Дочь киевского полицмейстера французского происхождения, от которого унаследовала «любострастие, большое самомнение, злопамятность и вместе с тем широту души». Брат — военный врач Виктор Гюббенет. Училась в киевской гимназии, где по настоянию отца принимала участие в любительских спектаклях. В 1889 году поступила на драматические курсы Петербургского театрального училища (класс В. Н. Давыдова). Затем училась у актёра «Комеди Франсэз» Франсуа-Эдмона Го в Париже.
Дебютировала в 1893 году в Ревеле (Товарищество Н. С. Васильевой). В 1893 году была приглашена в московский Театр Корша, где играла до 1895 года. Особенное внимание обратила на себя исполнением ролей Маргариты Готье («Дама с камелиями» А. Дюма-сына), Алисы («Борьба за счастье» С. В. Ковалевской), Ольги Ранцевой («Чад жизни» Б. М. Маркевича) и особенно в «M-me Sans Gêne» В. Сарду. Голос у неё был «сиплый, надтреснутый, точно постоянно болело горло», а «недостаток актёрского таланта она восполняла демонстрацией чувственности».
В 1893-94 годах у Яворской был роман не только с Коршем, но и с Чеховым (о котором она сама распространяла слухи, вероятно, надеясь повысить своё реноме). Она засыпала писателя письмами, в том числе в стихах. В то время считалось, что Чехов вывел её в качестве главной героини рассказа «Ариадна». В 1895 году была приглашена А. С. Сувориным в петербургский театр Литературно-художественного кружка, где особенный успех имела в ролях принцессы Грезы и Зазы: «публика буквально носила её на руках».

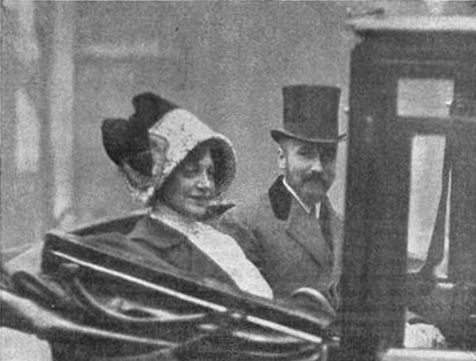
С мужем князем Барятинским, 1911 год.

Яворская любила вращаться в высшем обществе и 26 июля 1896 года вышла замуж за князя Владимира Владимировича Барятинского. В 1900 году, разойдясь во взглядах с дирекцией на репертуар (по поводу антисемитской пьесы «Контрабандисты» В. А. Крылова), вышла из состава труппы. Об этом эпизоде Влас Дорошевич написал фельетон «Герои дня».
В 1901 году открыла в Петербурге «Новый театр», разнообразный репертуар которого включал и пьесы М. Горького, А. П. Чехова, Л. Н. Толстого, Х. Ибсена. Часто шли в театре пьесы мужа Яворской. Особенный успех Яворская имела в пьесах Эдмона Ростана, которые для неё переводила Т. Л. Щепкина-Куперник. Обе подруги (по утверждению Д. Рейфилда — любовницы) бывали в Париже, где общались как с Ростаном, так и с Дюма-сыном.
В 1907—1918 годах Яворская много ездила с гастролями по губернским городам, выступала также в Париже и Лондоне. В 1915 году неудачно пыталась возобновить работу своего театра в Петербурге. Публиковала в «Киевлянине», «Сыне отечества», «Северном курьере», «Новостях», «Всемирном вестнике» собственные статьи о театре, живописи и на другие темы.
В 1916 году её брак с Барятинским был расторгнут Святейшим Синодом с запретом ей выходить замуж в течение определённого времени. Бывшая княгиня подала жалобу Николаю II, а при Временном правительстве добилась возбуждения следствия против бывшего обер-прокурора Синода Раева (чем оно завершилось — неизвестно).
В 1918 году уехала за границу, жила в Лондоне (где более двухсот раз была дана «Анна Каренина» с Яворской в главной роли). В 1920 году вышла замуж за Фредерика Джона Поллока, 4-го баронета. Умерла 3 сентября 1921 года на английском курорте Шорхам-бай-Си. Похоронена рядом с церковью св. Николая там же.

## Основные роли

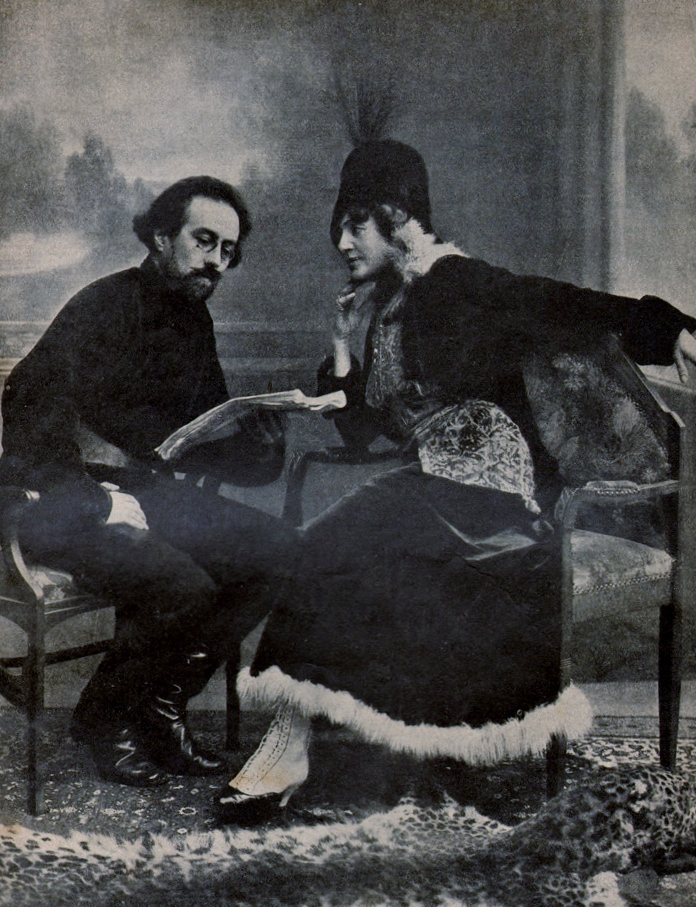
Яворская и Михаил Арцыбашев при постановке его пьесы «Закон дикаря» в театре Яворской (1915)

На открытке 1913 года

- Клеопатра («Антоний и Клеопатра» У. Шекспира,
- Ариэль («Буря» У. Шекспира),
- Нора («Кукольный дом» Х. Ибсена),
- Ирэн («Когда мы, мёртвые, пробуждаемся» Х. Ибсена),
- Антигона в одноимённой пьесе Софокла,
- Сафо в одноимённой пьесе А. Додэ,
- Бетси («Плоды просвещения» Л. Н. Толстого),
- Нина («Чайка» А. П. Чехова),
- Маша («Три сестры» А. П. Чехова),
- Лидия («Бешеные деньги» А. Н. Островского),
- Ольга Кручинина («Перекаты» В. В. Барятинского).

### в Театре Литературно-художественного общества
- Катрин Юбш («Мадам Сан-Жен» В. Сарду, 1895)
- Ольга Ранцева («Чад жизни» Б. М. Марковича, 1893)
- Маргарита Готье («Дама с камелиями» А. Дюма-сына, 1895)
- Заза («Заза» Пьера Бертона и Шарля Симона)
- Ганнеле — «Ганнеле» Г. Гауптмана
- Раутенделейн — «Потонувший колокол» Г. Гауптмана, 1897)
- Изеиль (Izeyl; «Изеиль» Армана Сильвестра и Эжена Морана, 1897)

### в пьесах Э. Ростана
- Сильветта («Романтики», 1895)
- Мелисанда («Принцесса Грёза», 1896)
- Роксана («Сирано де Бержерак», 1898)
- герцог Рейхштадтский («Орленок», 1902)

## Комментарии
1. ↑  В других источниках, к примеру ЭСБЕ[3], упоминается 1872 год.